# Fabrication du pain
 (novembre 2021).
La fabrication du pain ou panification est le procédé technique qui permet de transformer de la farine en pain. Elle demande la maîtrise de la fermentation et de la cuisson.
La technique de panification au levain, apparue en Égypte antique, a beaucoup évolué au cours des siècles. L'utilisation de levure de bière puis la production industrielle de levure de boulanger à la fin du XIXe siècle ont favorisé le développement du pain obtenu par fermentation uniquement à la levure, comme les produits de type baguettes françaises et pain de mie. En Europe du Nord et en Allemagne, où la consommation de pain de seigle est importante, l'utilisation du levain est plus répandue, car cette céréale est pauvre en gluten.

## Matières premières
Pour fabriquer du pain, il faut de la farine, de l'eau, du sel et de la levure de boulanger ou du levain. La farine apporte des sucres fermentescibles utilisées par la levure et des protéines (le gluten) qui donneront la texture viscoélastique à la pâte à pain. La microflore fermentaire apportée par la levure de boulanger ou le levain, produit la fermentation des glucides en dioxyde de carbone CO2 et éthanol (alcool éthylique). Le gaz remplit les alvéoles du réseau de gluten et fait lever la pâte. L'éthanol s'évaporera lors de la cuisson.
Seul le blé tendre fournit un gluten élastique pouvant être panifié. Ce n'est pas le cas des blés durs qui fournissent des semoules et servent à la fabrication des pâtes alimentaires. En présence d'eau, les longues macromolécules de protéines (nommées gliadines et gluténines) des grains de blé s'agglutinent par l'intermédiaire de ponts disulfures S-S intra- ou intermoléculaires. Le pétrissage permet la formation de structures tridimensionnelles élastiques capables d'emprisonner les molécules de CO2 qui seront produites lors de la fermentation. Seul le blé contient suffisamment de gluten pour donner une mie aérée et légère au pain. Le seigle contient aussi du gluten mais il donne une mie plus dense et moins aérée. L'orge ne donne qu'un pain lourd, si sa farine n'est pas mélangée à du froment ou du seigle. Et en ce qui concerne l'avoine, seuls ou presque, les Écossais et les Irlandais en ont fait du pain, une galette plate en fait puisque la pâte ne lève pas. Le bannock écossais était une galette cuite sur une pierre, traditionnellement faite de farine d'avoine ou d'orge.
Il existe de nombreux types de farines pour faire le pain. La plus utilisée est la farine blanche standard. Suivant le type de farine, la pâte est plus ou moins poreuse et donnera après cuisson un pain plus ou moins volumineux.
La farine de blé est très riche en glucides. Elle contient par ordre d'importance de l'amidon (un polysaccharide représentant 82 % de la matière sèche de la farine) et des pentosanes (sucres à cinq atomes de carbone, arabinoxylaniques et arabinogalactaniques). Des hexoses (glucose, fructose), des diholosides et triholosides sont présents dans le germe du grain de blé. La farine contient aussi des enzymes déjà présentes dans le grain de blé. La bêta-amylase est une enzyme saccharifiante capable de libérer du maltose (dimère du glucose) à partir de l'amidon. Une autre enzyme, l'invertase hydrolyse le saccharose en glucose et fructose.
La levure de boulanger fraîche est composée de cellules vivantes de Saccharomyces cerevisiae, un champignon unicellulaire cultivé industriellement sur de la mélasse de betterave. Elle ne doit pas être confondue avec la poudre levante (ou levure chimique) qui comme le bicarbonate de sodium (additionné d'acide tartrique) produit du dioxyde de carbone à haute température. Ce dégagement gazeux se produit au moment de la cuisson, sans être associé à une fermentation préalable comme pour la levure de boulanger.
Le levain naturel est une pâte obtenue par fermentation de farine, d'eau et éventuellement de sel, sans ajout de levure de boulanger ni de bactéries sélectionnées (ou starters) et entretenue par des rafraîchis successifs (de farine et d'eau). Dans ce cas, les agents de la fermentation sont des micro-organismes naturellement présents dans les matières premières et l'environnement. Ce sont essentiellement des bactéries lactiques et des levures sauvages, en général différentes de la levure de boulanger Saccharomyces cerevisiae, qui elle est un produit commercial cultivée industriellement. L'usage de la levure de boulanger ne s'est répandu qu'au XIXe siècle. Il avait fallu d'abord que les Hollandais découvrent vers 1780 que la levure de bière existait sous deux formes dont une pouvant servir à la panification et que les Autrichiens mettent au point vers 1867 une méthode de production industrielle capable de donner une levure de boulanger de bonne qualité.
On peut aussi fabriquer un pain à la bière anglo-saxonne (beer bread) en essayant de mobiliser la levure de la bière. Mais celle-ci se trouve rarement à l'état vivant dans les bouteilles de bière du commerce, aussi pour obtenir un pain qui lève, il est recommandé de rajouter à la bière de la levure de boulanger (ou de la poudre levante). Une forme primitive de cette recette était déjà connue des Gaulois.
Enfin, on ajoute parfois des agents de cuisson destinés à faciliter le traitement de la pâte ou de la masse, de garantir une qualité constante du produit, de compenser les modifications des caractéristiques de traitement des matières premières et d’améliorer la qualité des produits.

## Procédés de fabrication
La composition de la pâte à pain est en moyenne :
| Composition de la pâte |           |                         |
| Ingrédient             | Poids (g) | % du poids de la farine |
| Farine                 | 1000      |                         |
| Eau                    | 720       | 72                      |
| Sel                    | 20        | 2                       |
| Levure                 | 8         | 0.8                     |

Pour faire un bon pain, il convient de choisir une bonne farine, riche en caroténoïdes, une eau de qualité sans excès de chlore ou de nitrates, et d'y incorporer une faible dose de sel et de levure.
En France, les méthodes usuelles de fabrication du pain sont : le pain sur levure, le pain au levain, le pain sur poolish, le pain sur levain-levure, le pain en pointage retardé, etc. Chacune a ses avantages et ses inconvénients. Par exemple, un pain au levain se conserve plus longtemps mais il est plus complexe à fabriquer.
La panification directe « sur levure » est basée sur l'addition de levure de boulanger déshydratée dans le pétrin.
La panification « sur levain » naturel est plus compliquée : la pâte fermentée est obtenue par fermentation de farine, d'eau et de sel, sans ajout de levure de boulanger. Elle doit être ensuite rajeunie en plusieurs étapes au moyen d'eau et de farine suivie d'un temps de repos. Après plusieurs rafraîchis, le produit est finalement ajouté à la pâte du jour à raison de 15 à 25 % du poids, suivant les saisons et les habitudes régionales.
Mais la technique la plus usuelle pour les pains au levain d'aujourd'hui est celle dite au « levain-levure ». Elle consiste à rajouter dans les levains (ou dans la pâte finale) de petites quantités de levure de boulanger sélectionnée afin de régulariser le développement des pains. Pour avoir droit à l'appellation « pain au levain », le boulanger ne doit pas ajouter plus de 0,2 % de levure à sa pétrissée.
La technique « viennoise » consiste en l'adjonction d'une pâte liquide préfermentée, ou poolish, à la pâte du jour. Cette technique est semblable à celle au « levain-levure » mais elle utilise des levains liquides fabriqués avec 50 % de farine pour 50 % d'eau. Les micro-organismes et les arômes développés en milieu liquide sont différents de ceux obtenus avec un substrat pâteux.
| Diagrammes de fabrication (d'après Bourgeois) |                                            |                                                |                                        |
| | Levain                                     | Levain-levure                                  | Direct                                 |
| Levain 1 (L1) | Farine + eau Pétrissage Repos 24 h         |                                                |                                        |
| Levain 2 (L2) | L1 + farine + eau Pétrissage Repos 12 h    |                                                |                                        |
| Levain 3 (L3) | L2 + farine + eau Pétrissage Repos 3 à 6 h | Farine + eau + levure Pétrissage Repos 2 à 4 h |                                        |
| Pâte finale | L3 + farine + eau + sel Pétrissage         | L1 + farine + eau + (levure) + sel Pétrissage  | Farine + eau + levure + sel Pétrissage |
| La fabrication se poursuit par les opérations suivantes : - repos pour une première fermentation en masse (ou pointage) ; - division de la pâte ; - repos intermédiaire (ou détente) ; - façonnage, pour donner la forme définitive au pain ; - fermentation finale (ou apprêt) ; - cuisson. |                                            |                                                |                                        |

Lors de la première fermentation (ou pointage), la levure utilise les hexoses (glucose essentiellement) ou les diholosides résiduels de la farine (comme le saccharose) pour produire du CO2 et de l'alcool. La fermentation de type alcoolique se déroule dans un milieu anaérobie. Plus la farine a un taux d'extraction élevé (plus elle est complète), et plus ces glucides sont en quantités importantes. Le gaz formé se dissout au fur et à mesure de sa formation. Mais son volume n'est pas suffisant pour produire un pain bien aéré.
Lors de la deuxième fermentation (apprêt), la levure grâce à ses enzymes fait fermenter les hexoses et les diholosides dont le maltose, formés dans la pâte. Ces constituants proviennent de l'hydrolyse de l'amidon sous l'effet des alpha- ou bêta-amylases résiduelles de la farine, et éventuellement d'enzymes ajoutées avec les améliorants.
Il se forme cinq à six litres par kilogramme de farine de dioxyde de carbone dont deux litres durant la première fermentation. La fermentation produit aussi de l'éthanol, de faible quantité d'acides acétique et lactique, proprionique, pyruvique, etc., et des aldéhydes et cétones aromatisants.
Suivant une étude de l'INBP pour améliorer le goût et l'aspect du pain, il convient de choisir une bonne farine, riche en caroténoïdes, une eau de qualité sans excès de chlore ou de nitrates, d'incorporer une faible dose de sel (1,8 %) et de levure (1 % suffit à condition de rallonger le temps de fermentation), d'éviter les améliorants comme les farines de fèves ou de soja, de ne pas utiliser les data-esters et d'éviter les excès de malt et d'acide ascorbique. Il convient aussi de diminuer le temps de pétrissage et d'augmenter le temps de fermentation (pointage) de la pâte. Un pointage de dix heures dans un réfrigérateur à 4 °C (plutôt qu'une heure à température ambiante) donne un pain avec une odeur et un goût plus intense, pourvu d'une croûte plus épaisse, plus foncée, plus croustillante et d'une mie avec plus d'alvéoles.

## Étapes de la panification directe
La fabrication du pain sur levure peut être divisée en une douzaine d'étapes,.

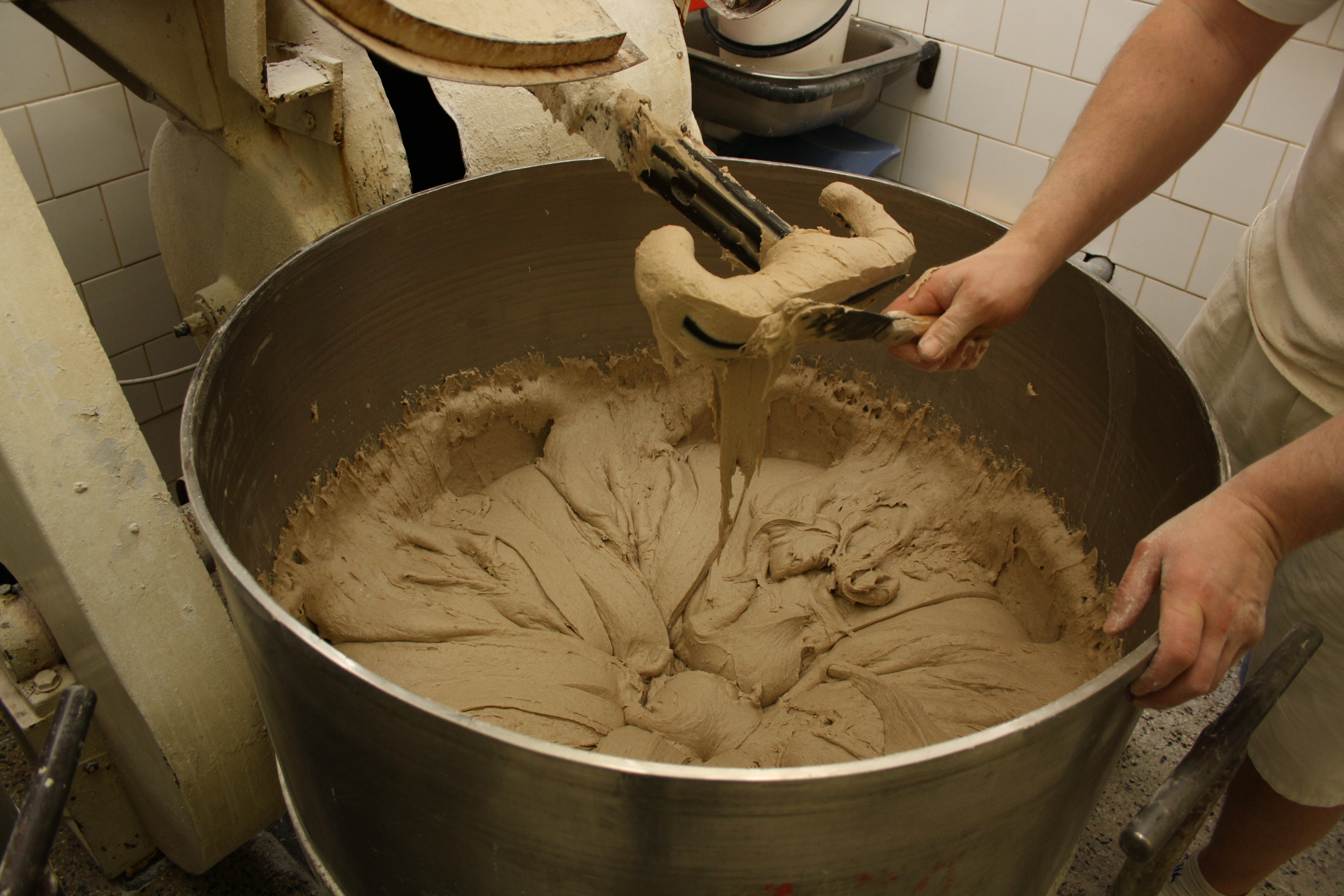

### Frasage
Le frasage consiste à mélanger les ingrédients qui composent la pâte à pain. Cette action, réalisée à vitesse lente d’un pétrin ou mélangeur pendant trois à cinq minutes, permet principalement l’absorption de l’eau par la farine (le gluten et l’amidon, en particulier). Les protéines insolubles de la farine (le gluten), sous l’action de l’eau, vont s’agglutiner pour former une structure maillée, un réseau glutineux qui va enrober les grains d’amidon.

### Pétrissage
Le pétrissage, par l’application d’une force mécanique, provoque le développement, le déroulement et l’orientation des protéines de gluten ainsi que l’incorporation d’air dans la pâte. De la structure du réseau de gluten résultant dépendra la structure alvéolaire de la mie. L’excès de pétrissage (difficile à obtenir manuellement) peut engendrer une rupture du réseau de gluten et par conséquent empêcher le développement correct du pain.

#### Bassinage
Le bassinage consiste à réserver une partie de l'eau de coulage à la fin du pétrissage, afin de favoriser la formation du réseau gluténique.

#### Contre-frasage
Le contre-frasage consiste à incorporer de la farine à petites doses si la pâte est trop collante.

### Pointage
C’est la première fermentation ou première pousse ou piquage. Elle doit s'effectuer « en masse », avant toute division de la pâte. Sa durée peut varier d'un quart d'heure à douze heures. Sous l'effet de la fermentation, la température au cœur s'élève de 1 à 3 °C. Plus un pointage est long, plus la pâte aura de la force et plus les arômes se développeront. La levure utilise d'abord (en vingt minutes) le glucose et le fructose ainsi que le saccharose qu'elle a hydrolysé grâce à son invertase. Seul un tiers du CO2 nécessaire à la levée est produit. À ce stade, c'est l'éthanol qui joue le rôle le plus important.

### Division ou pâtonnage
La masse de pâte est détaillée en plusieurs boules de même poids, que l’on appelle des pâtons.

### Boulage
Afin d’obtenir des pâtons réguliers en vue du façonnage, la pâte est « boulée », c'est-à-dire repliée plusieurs fois sur elle-même (pliage appelé serrage). Cette étape permet de chasser le gaz carbonique produit lors du pointage (fermentation) et également de contrôler la force de la pâte et de la corriger éventuellement, en boulant plus ou moins serré.

### Détente
Les pâtons sont laissés au repos une nouvelle fois. Cette étape permet au réseau de gluten de se détendre après les étapes de division et de boulage. Sans cette étape, le réseau de gluten aurait tendance à se déchirer au moment du façonnage.

### Façonnage
Chaque pâton est retravaillé pour lui donner la forme définitive voulue. Il peut être laissé tel quel ou allongé pour donner la baguette par exemple. Le dégazage qui s'ensuit provoque un resserrement de la structure de la pâte : les alvéoles sont plus nombreuses et plus petites.

### Apprêt

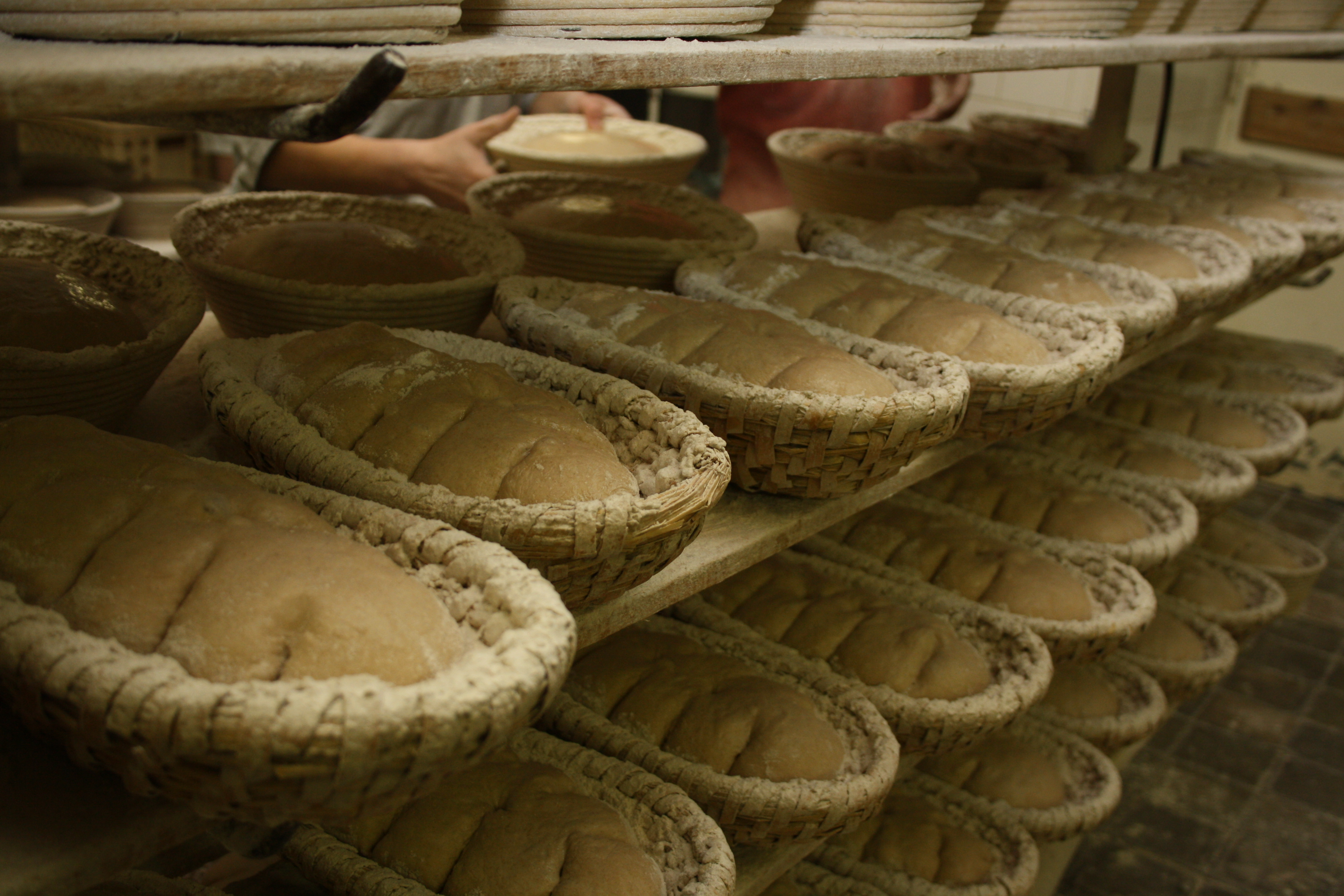
Les pâtons façonnés sont placés clé au-dessus dans le banneton, clé au-dessous dans une couche.

Les pâtons sont disposés dans un banneton (de) (le plus communément employé en boulangerie française est un panier en osier entoilé) sur une toile de lin (la couche) pour la deuxième fermentation ou deuxième pousse. Cette fermentation s’effectue dans des conditions de température proche de 25 °C et à hygrométrie suffisante pour éviter le « croûtage » des pâtes. L’apprêt dure de une à trois heures. Mais il convient de ne pas trop prolonger l'apprêt, car les pâtons risqueraient de retomber durant la cuisson. À cette étape, l'amidon est dégradé en sucres simples qui par fermentation libèreront la part la plus importante du CO2 qui fait gonfler la pâte. Les bulles de gaz remplissent les alvéoles du réseau de gluten formé au pétrissage.

### Grignage
Avant l’enfournement, le boulanger poudre avec de la farine les pains puis les scarifie avec une lame pour faciliter leur développement et éviter qu'ils ne se déchirent sur les flancs. Les grignes ainsi obtenues interviennent également dans le côté esthétique du pain.

### Cuisson

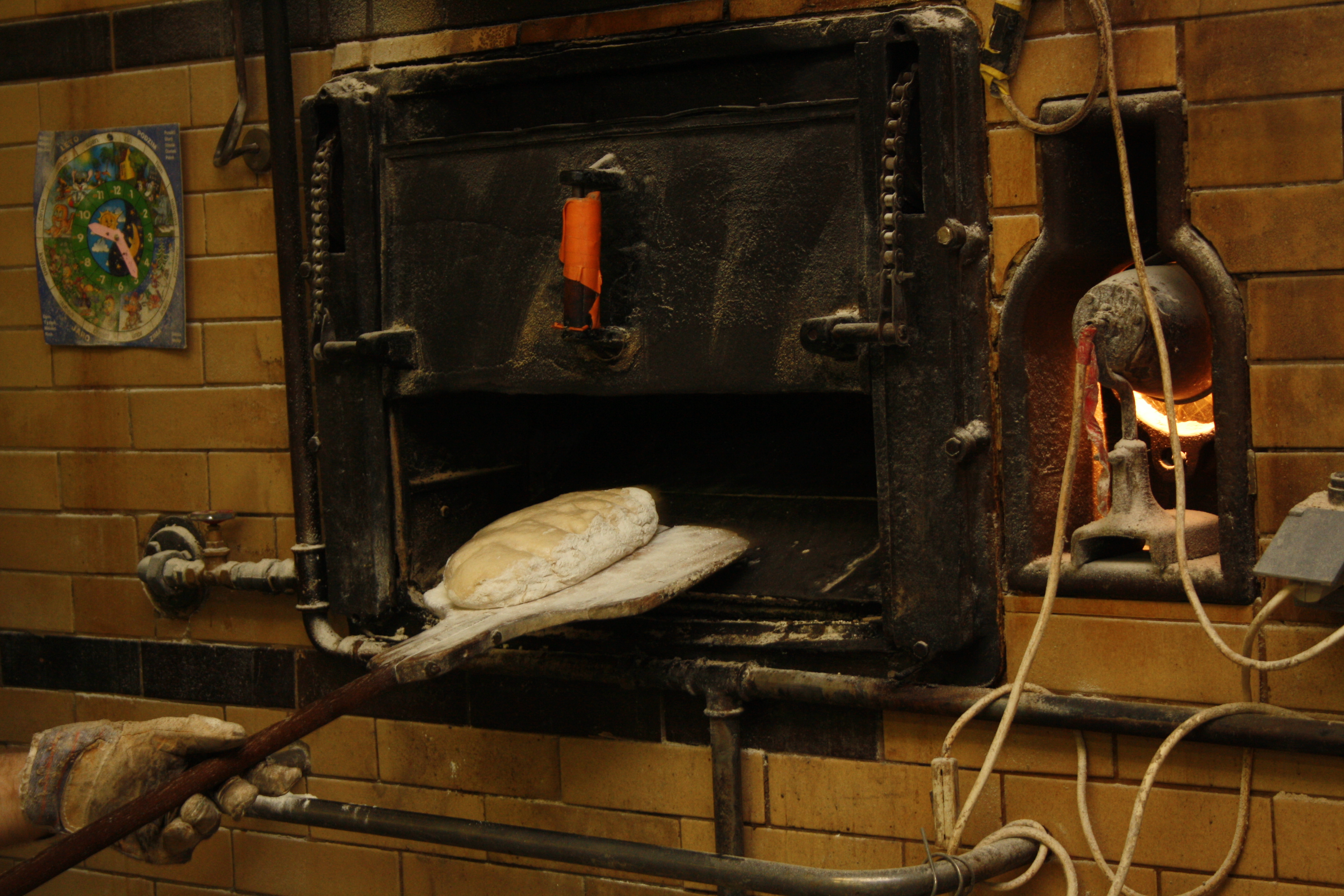
Un four à pain en République Tchèque

Les pains sont enfournés avec une planche à pain à une température de 250 à 280 °C, en présence de vapeur d'eau pour effectuer le coup de buée. Le CO2 subit une expansion. L’alcool produit lors de la fermentation sera éliminé par simple évaporation en tout début de cuisson dans le four à pain. Toutes les levures sont tuées dès 55 °C. En surface du pâton, se produit une réaction de brunissement non enzymatique (réaction de Maillard) qui correspond à une caramélisation des sucres présents sous l'action de la chaleur. La croûte se forme et enserre la mie qui se solidifie.

### Ressuage
Après défournement, le pain perd de l'eau par évaporation. Il doit donc être posé sur une grille pour éviter le ramollissement de sa partie inférieure. Le pain perd de 1 à 2 % de son poids par évaporation et les composés aromatiques de la mie migrent vers la croûte.

## Améliorants autorisés en France
Les améliorants utilisés en boulangerie sont des produits rajoutés aux ingrédients de base dans le but de corriger les défauts de certaines farines ou de faciliter certains types de panification. On distingue parmi les améliorants : les additifs, les adjuvants (substances d'origine naturelle qui permettent de corriger d'améliorer ou de faciliter la fabrication) et les auxiliaires technologiques (substances détruites par la cuisson utilisées pour renforcer la qualité).
Les principaux améliorants autorisés en meunerie sont :
- l'acide ascorbique (vitamine C, additif alimentaire E300), a pour fonction d'oxyder les groupes thiols –SH en ponts disulfures et de maintenir les ponts disulfures existants. Il augmente la force des pâtes et permet de diminuer la durée du pointage. Il donne des pains plus volumineux et de croûte plus fine et pâle, donc plus sensibles au rassissement (séchage du pain) ;
- la glucose-oxydase (auxiliaire technologique), cette enzyme tirée de moisissures, augmente la consistance des pâtes et diminue le collant. Elle intervient dans l'oxydation du glucose en acide gluconique et eau oxygénée. Elle a le même type d'action que l'acide ascorbique[15] mais risque d'altérer le goût ;
- la cystéine (additif E920), peuvent être produits en quantités industrielles à partir de certains OGM, notamment Escherichia coli à partir de glucose et de sels minéraux, de plumes dissoutes dans de l’acide chlorhydrique ainsi que de cheveux humains, qui en contiennent davantage. Ce dernier mode de production a été interdit en France par un avis du Conseil supérieur d'hygiène publique de France par un avis daté du 8 juin 1998 « étant donné la recommandation générale du Comité scientifique de l’alimentation humaine s’opposant au recyclage intra-espèce » ; cette décision est cependant difficilement applicable car l'origine de la cystéine distribuée ne peut être déterminée ;
- la farine de fève ou de soja : cet adjuvant permet d'activer la fermentation de la pâte à pain en apportant des sucres fermentescibles et donne une augmentation du volume. Il favorise aussi la coloration de la croûte grâce à sa richesse en protéines. Mais il altère le goût du pain en générant la formation d'hexanal[8]. Son usage est toutefois justifié avec les farines faibles ou trop fraîches ;
- les émulsifiants pour donner plus de souplesse à la pâte et retarder le rassissement du pain :
  - les monoglycérides (additif E471),
  - les diglycérides (additif E472), data-esters (E472a, E472d) diminuent le cloquage de la croûte mais dénaturent le goût[15] et donnent des mies de pain grasse,
  - la lécithine de soja (additif E322), est un corps gras émulsifiant qui diminue la porosité des pâtes et améliore l'extensibilité des pâtons,
  - l'ester diacétyltartrique de monoglycéride (additif E472e) ;
- les produits enzymatiques d'hydrolyse pour activer la fermentation, améliorer la coloration de la croûte et la conservation du pain :
  - la farine de malt (adjuvant) pour renforcer les arômes et la coloration de la croûte. Elle améliore la conservation du pain mais à forte dose, elle donne une croûte plus fine et très fortement colorée, voire rougeoyante,
  - les amylases fongiques (auxiliaire technologique), obtenues à partir de moisissures du genre Aspergillus. Elles ont la même action que le malt mais elles sont détruites en début de cuisson,
  - les hémicellulases (auxiliaire technologique), responsables de l'hydrolyse des hémicelluloses, elles participent à l'augmentation du volume des pains et à la coloration de la croûte,
  - les lipases (auxiliaire technologique), responsables de l'hydrolyse des triglycérides ;
- le gluten (adjuvant), utilisé pour la fabrication de pain de seigle, de pains au son et pains complets. Il augmente la force boulangère et l'élasticité de la pâte ;
- les conservateurs pour améliorer la conservation des pains au détriment de la flaveur :
  - l'acide citrique (additif E330), limité à la fabrication du pain de seigle, pour diminuer le collant de la pâte,
  - l'acide sorbique (additif E200),
  - l'acide propionique (additifs E280 à 283),
  - l'acide acétique (additifs E260 à 263),
  - l'acide lactique (additifs E270, E325 à 327).

Pour les « pains de tradition française », aucun additif n'est autorisé mais les adjuvants et les auxiliaires sont permis (farine de fève ou soja, malt, amylases fongiques, gluten). La baguette de tradition française a été lancée en 1993 par les artisans boulanger pour promouvoir un pain de qualité en réponse à la concurrence des industriels et des grandes surfaces.
De même, les paysans-boulangers, agriculteurs fabriquant du pain à partir de leur propre récolte selon les méthodes traditionnelles n'utilisent pas d'additifs.

## Microflore du blé, de la farine et des pâtes fermentées

### Microbiote du blé et de la farine
Le microbiote du blé, à la récolte contient un très grand nombre de bactéries (Nitrosomonas, Escherichia), de moisissures (Fusarium, Penicillium, Aspergillus), de levures et d'actinomycètes.
À la suite des manipulations qui conduisent du grain à la farine, on évalue que cette dernière contient de 2 × 104 à 6 × 106 cellules viables de bactéries et de champignons par gramme (CFU/g). Elle comporte des bactéries du genre Pseudomonas, Gram négatives et aérobies strictes, ou anaérobies (Enterobacteriaceae), des bacilles lactiques Gram positifs homofermentaires (Lactobacillus casei, Lb. coryniformis, Lb. curvatus, Lb. plantarum, Lb. salivarius) ou hétérofermentaires (Lactobacillus brevis, Lb. fermentum), des coques (Coccus) homofermentaires et hétérofermentaires.
| Bactéries lactiques de la farine                                                                     |                                    |                                                                                              |                      |
| Lactobacilles (Lactobacillus)                                                                        | Lactobacilles (Lactobacillus)      | Coques (coccus)                                                                              | Coques (coccus)      |
| Homofermentaires                                                                                     | Hétérofermentaires                 | Homofermentaires                                                                             | Hétérofermentaires   |
| Lactobacillus casei Lb. coryniformis Lb. curvatus Lb. plantarum Lb. salivarius                       | Lactobacillus brevis Lb. fermentum | Enterococcus faecalis Lactococcus lactis Pediococcus acidilactici P. parvulus P. pentosaceus | Leuconostoc Weisella |
| Levures de la farine                                                                                 |                                    |                                                                                              |                      |
| Candida, Cryptococcus, Pichia, Rhodotorula, Torulaspora, Trichosporon, Saccharomyces, Sporobolomyces |                                    |                                                                                              |                      |

À quoi, il faut rajouter quelques indésirables comme les bactéries pathogènes Staphylococcus aureus et Bacillus cereus.
De nombreuses espèces de levures ont été détectées dans les céréales et leur farines (2 × 103 CFU/g) parmi les genres Candida, Cryptococcus, Pichia, Rhodotorula, Torulaspora, Trichosporon, Saccharomyces et Sporobolomyces. Mais fait remarquable, la levure de boulanger elle-même, Saccharomyces cerevisiae, n'a pas été trouvée dans les ingrédients naturels. Sa présence dans les levains pourrait s'expliquer par l'utilisation de la levure de boulanger dans les boulangeries.
Enfin on trouve parmi les champignons (de l'ordre de 3 × 104 CFU/g), Alternaria, Cladosporium, Drechslera, Fusarium, Helminthosporium, Ulocladium et Aspergillus, Penicillium.

### Microbiote des pâtes à pain
- Le levain

Le levain naturel est une pâte obtenue par fermentation spontanée de farine et d'eau, sans ajout de levure de boulanger ni d'aucun inoculum. Il est entretenu par des rafraîchis successifs (par apport de farine et d'eau). Quand au bout de quelques jours, la pâte atteint un pouvoir fermentaire satisfaisant, on obtient un levain appelé « levain-chef ». Il n'est pas nécessaire de refaire sans arrêt ce levain-chef puisqu'il suffit de conserver un bout de pâte de la dernière pétrissée ou de l'entretenir par des rafraîchis journaliers. Certains levains ont été ainsi conservés pendant des décennies, voire plus d'un siècle.

Schéma des voies métaboliques d'une culture mixte de levures et de bactéries lactiques.
Le fructose provient de la farine et de l'hydrolyse du saccharose de la farine sous l'action de l'invertase des levures.
Le maltose provient de l'hydrolyse de l'amidon sous l'action les amylases présentes dans la farine (d'après Onno dans Drider, 2009).

Tous les micro-organismes d'un levain proviennent bien sûr de la farine mais aussi de l'air ambiant et du milieu de travail. Mais le levain étant initialement un substrat relativement acide et riche en glucides fermentescibles, il favorisera le développement spontané des bactéries lactiques. De par le monde, les écosystèmes des microbiotes de panification sont très différents, mais on observe constamment des populations importantes de lactobacilles et de levures, avec une prédominance des premiers sur les seconds. Chacun a une activité métabolique spécifique : les lactobacilles produisent des acides lactique et acétique acidifiant le milieu ; les levures produisent du CO2 assurant la levée de la pâte.
Les paramètres fondamentaux influençant la biodiversité du microbiote sont liés au substrat (type de farine, contenu en cendre, composition nutritionnelle, vitamines), au mode de panification (température, taux d'hydratation de la pâte, durée de fermentation, nombre d'étapes, etc.) et à la composition microbienne (espèces, interactions, substances inhibitrices).
Une cinquantaine d'espèces de bactéries lactiques (principalement des Lactobacillus) et plus 25 espèces de levures différentes (principalement du genre Candida et Saccharomyces) ont été identifiées dans le microbiote des levains. Sachant que plus de 99 % des micro-organismes dans la plupart des environnements ne peuvent être cultivés par les techniques classiques de la microbiologie, seules les avancées technologiques récentes dans l'hybridation ADN-ADN avec le séquençage du gène codant l'ARN ribosomique (ARNr 16S) ont permis d'explorer la diversité de certains écosystèmes par la caractérisation de certaines « séquences à valeur taxonomique ».
Les levains sont généralement classés en trois groupes : les traditionnels, les industriels et les déshydratés. Les levains de type I, sont des produits traditionnels, fabriqués par une fermentation spontanée de farine et d'eau, à une température inférieure à 30 °C et entretenus par des rafraîchis successifs. Les levains de type II, sont des produits industriels obtenus à une température plus élevée (supérieure à 30 °C) sur une longue période et les levains de type III, sont des fermentations déclenchées par des starters (inoculum de micro-organismes sélectionnés) et déshydratés avant usage. À la différence des autres types, les levains de type I sont des écosystèmes complexes, comportant une grande diversité d'espèces, capables d'assurer une diversité aromatique et une spécificité des pains. En conséquence, chaque levain traditionnel peut être considéré comme unique.
Au début de la préparation d'un levain traditionnel, la flore microbienne est pour l'essentiel celle de la farine, faite d'entérobactéries, moisissures, levures et bactéries lactiques. Progressivement, en un ou deux jours, les bactéries lactiques deviennent très dominantes et inhibent les autres bactéries. La population des levures croît aussi mais plus lentement. Un levain-chef naturel est constitué d'un milliard de bactéries lactiques par gramme (109 UCG/g) pour dix millions de cellules de levures par gramme (107 UCF/g), soit cent fois plus des premières que des secondes.
Un grand nombre de levains de type I sont dominés par Lactobacillus sanfranciscensis, Lb. brevis et Lb. plantarum.
| Bactéries lactiques du levain | |
| Type I | Type II |
| Lactobacillus sanfranciscensis, Lb. alimentarius, Lb. brevis, Lb. fructivorans, Lb. paralimentarius, Lb. plantarum, Lb. pontis, Lb. spicheri, Leuconostoc mesenteroides, Weissella confusa | Lactobacillus pontis, Lb. panis, Lb. acidophilus, Lb. crispatus, Lb. delbrueckii, Lb. fermentum, Lb. reuteri |
| Levures du levain | |
| Type I | Type II |
| Candida humilis, Saccharomyces exiguous, S. cerevisiae, Issatchenkia orientalis | Saccharomyces cerevisiae, Issatchenkia orientalis                                                            |

La levure Issatchenkia orientalis est la forme parfaite de Candida krusei. Et la levure Saccharomyces exiguus ayant la particularité de ne pas assimiler le maltose, sera associée avec Lactobacillus sanfranciscensis qui lui, en a besoin.
Un des premiers levains naturels étudiés par les microbiologistes est un levain californien, conservé pendant plus d'un siècle, par des familles Basques émigrées aux États-Unis, et toujours utilisé pour la fabrication d'un pain nommé « San Francisco French bread ». Le bacille lactique responsable de l'acidité de ce levain a été découvert par Kline et Sugihara en 1971. Il s'agit du Lactobacillus sanfranciscensis, un lactobacille hétérofermentaire produisant de grande quantité d'acide lactique et acétique à partir du maltose. Il est associé à la levure Candida milleri. Ce lactobacille est prépondérent dans les levains de type I, comme dans les pains traditionnels italiens et allemands.
Dans une étude récente, Annabelle Vera et al. (2011) ont suivi au jour le jour les propriétés physico-chimiques d'un levain-chef naturel et ont analysé la diversité des bacilles lactiques du microbiote. Le levain-chef est maintenu en activité depuis plusieurs années, à température ambiante, par des rafraîchissements journaliers fait de farine de blé et d'eau. Cette fermentation a été suivie durant dix jours. Les auteurs ont observé une température de fermentation se maintenant aux alentours de 28 °C et un pH moyen de 3,53 (même acidité que le jus de pomme). La population de bactéries lactiques a été relativement stable durant toute l'étude : environ cent millions de CFU/g (de 108.26 à 108.94). L'écosystème du levain est composé de quatre espèces de lactobacille prédominantes :
| Bactéries lactiques d'un levain naturel français (d'après Vera et al.) |                                                                      |
| Hétérofermentaires facultatives                                        | Homofermentaires obligatoires                                        |
| Lactobacillus panis (36 %) Lactobacillus frumenti (3 %)                | Lactobacillus amylolyticus (12 %) Lactobacillus acetotolerans (49 %) |

Ce résultat est surprenant car ces bactéries sont généralement associées au levain de type II. Lb. amylolyticus et Lb. acetotolerans avaient plutôt été trouvés associés au vinaigre et à la bière. Toutefois Lb. acetotolerans a été isolé dans un levain traditionnel turque. Il possède une grande aptitude à baisser le pH et à pouvoir croître à bas pH (comme 3,5-3,3). C'est la seule espèce du microbiote capable d'hydrolyser l'amidon. Les bacilles hétérofermentaires Lb. panis et Lb. frumenti ont l'aptitude de pouvoir croître à haute température (45 °C ce qui explique leur implantation stable car le levain peut atteindre 36 °C en été. Si la population des homofermentaires semble responsable de l'acidification, la population des hétérofermentaires semble avoir une fonction aromatique.
- Pâte ensemencée par la levure de boulanger

La pâte servant à faire le pain sur levure est parfois qualifiée de type 0. Ensemencée par la levure de boulanger Saccharomyces cerevisiae, elle peut aussi contenir des bactéries lactiques, en particulier des Lactobaccillus plutôt que des Pediococcus, Lactococcus ou Leuconostoc. Ces dernières contribuent alors dans une faible mesure à l'acidification et au développement des arômes.

## Arômes du pain
La composition du microbiote affecte fortement non seulement la texture de la mie et la dureté de la croûte mais aussi l'arôme du pain.
Plus de cinq cents composés volatils ont été détectés dans plusieurs types de pains bien qu'une vingtaine seulement soient aromatiquement actifs. L'arôme du pain doit être attribué à un mélange complexe de substances aromatiques provenant du métabolisme de la microflore de Lactobacillus et de levures, à partir de précurseurs présents dans la farine.
Les composés aromatiques essentiels sont les acides lactique et acétique, les alcools, les esters et les composés carbonylés. Dans des levains de seigle inoculés avec des starters de bactéries lactiques, il a été identifié douze alcools, dix esters et treize composés carbonylés. Les levains de froment en contiennent un peu moins.
| Composés aromatiques du levain et du pain au levain d'après Onno et al. dans Drider et al. |                                                     | |
| Acides : acide lactique, acide acétique                                                    |                                                     | |
| Alcools                                                                                    | Esters                                              | Composés carbonylés                                                                                            |
| 2-phényléthanol 2 et 3-méthylbutanol éthanol                                               | acétate d'éthyle lactate d'éthyle acétate de butyle | aldéhydes : acétaldéhyde, hexanal acétoïne (3-hydroxy-2-butanone), diacétyle (butane-2,3-dione) (E)-2-heptanal |

Les alcools (2 et 3-méthylbutanol) et les esters (acétate et lactate d'éthyle) et autres composés trouvés dans le levain se retrouvent dans le pain mais à des concentrations plus faibles en raison de leur évaporation partielle durant la cuisson. Par contre, des aldéhydes comme le 3-méthylbutanal, augmentent clairement durant la cuisson.
La production de composés volatils dans le levain est clairement influencée par l'activité des lactobacilles et des levures. Et comme celle-ci dépend de facteurs comme la température ou le taux d'hydratation, il est possible d'agir sur ces facteurs pour favoriser certains composés.
La présence d'un composé aromatique volatil dans le pain ne suffit pas pour savoir comment il contribue à l'arôme. Il faut en outre tenir compte des seuils de perception. Certaines molécules sont perceptibles à des concentrations dix mille fois plus faibles que d'autres. C'est pourquoi on doit prendre en compte le rapport de leur concentration sur leur seuil de perception (ou indice aromatique).
- Les acides

Le pain au levain a une flaveur typiquement acidulée, liée principalement à la présence d'acides lactique et acétique, produits par les lactobacilles. La qualité aromatique dépend du pH et du rapport acide lactique/acide acétique (ou quotient fermentaire QF).
L'acide lactique apporte une touche aigrelette et l'acide acétique la note piquée. Un équilibre doit être trouvé entre les deux.
Le QF dépend des conditions de fermentation et des espèces fermentaires.
Les bactéries homofermentaires convertissent 85 % des hexoses en acide lactique alors que les hétérofermentaires les convertissent en acide lactique, acide acétique/éthanol et CO2. La conduite de la fermentation en jouant sur l'hydratation, la température, la durée, le taux de cendres et les ingrédients peut influencer le QF. Ainsi une température plus élevée donne une production plus importante d'acide lactique mais ne joue pas sur la production d'acide acétique. Pour accroître ce dernier, il faut favoriser les hétérofermentaires.
Pour le pain au levain de seigle, le QF optimum se situe entre 2 et 2,7 : en dessous, l'excès d'acidité acétique est désagréable au goût, au-dessus, le pain est moins typé. Le QF optimum du pain au levain de froment n'a pas été déterminée mais il est préconisé à titre indicatif, un rapport situé entre 4 et 7.
- Composés carbonylés : acétate d'éthyle, lactate d'éthyle

Les bactéries hétérofermentaires produisent principalement de l'acétate d'éthyle (éthanal), avec quelques alcools (propanol, octanol, 2-méthylpentanol, etc.) et des aldéhydes (hexanal, octanal, nonanal, etc.). L'acétate d'éthyle développe une odeur de dissolvant de vernis à ongles.
Les bactéries homofermentaires synthétisent principalement du diacétyle (ou butane-2,3-dione, à l'odeur de fromage et de transpiration) et d'autres composés carbonylés (octanal, nonanal, etc.).
La bactérie hétérofermentaire ayant la plus large palette aromatique est Lactobacillus brevis lindneri (sur cinq espèces étudiées par Damiani et al.. Et parmi les homofermentaires, il s'agit de Lactobacillus plantarum (sur cinq homofermentaires).
Les levures (Saccharomyces cerevisiae, Saccharomyces exiguus, Candida krusei, Hansenula anomala) donnent principalement des iso-alcools (2-méthyl-1-propanol).
L'addition de levures (Saccharomyces, Hansenula) au levain provoque une augmentation notable des alcools (éthanol, méthylpropanol, 2- et 3-méthylbutanol) ainsi que de l'acétate d'éthyle et du diacétyle.
Il a été observé que le contenu en aldéhydes était plus grand dans les levains au seigle (qu'au froment) fermentés avec des bactéries homofermentaires. Ainsi on a trouvé un contenu très élevé en hexanal dans un levain cultivé avec une culture homofermentaire noncommerciale.
- Alcools, esters

Les acides aminés sont aussi des précurseurs d'arômes importants libérés par les deux types de micro-organismes. Ils peuvent se transformer :
- durant la fermentation, par la voie d'Ehrlich, en des aldéhydes et des alcools ;
- durant la cuisson, par les réactions de Maillard et de Strecker, en de nombreux composés aromatiques.

La voie d'Ehrlich est extrêmement commune chez les levures et de nombreuses bactéries.
Elle met en œuvre une étape de transamination qui conduit à un alpha-cétoacide, et finalement par décarboxylation en aldéhydes et par réduction en alcools. Une teneur en eau plus élevée du levain et une température de fermentation plus élevée favorise la propagation de telles levures et de leur production.
Pour évaluer les composés essentiels dans l'arôme du pain, sur les centaines de composés aromatiques découverts, il convient de retenir ceux dont la concentration dépasse le seuil de perception et ayant donc un indice aromatique IA élevé. Mais l'évaluation des seuils perceptifs étant difficiles, l'outil de prédilection des chercheurs est le couplage chromatographie en phase gazeuse / olfactométrie (GCO). Cette méthode permet de définir un facteur de dilution FD (nombre de fois que l'on doit diluer l'extrait initial avant de faire disparaître l'odeur en sortie de colonne) permettant d'identifier les composés odorants les plus pertinents.
Il est possible de suivre les composés odorants de la farine, à la pâte fermentée puis dans le pain.
Les arômes les plus puissants de la farine de froment viendraient des quelques composés suivants ayant le plus grand FD : 3-méthylbutanol, 2-phényléthanol, (E)-2-nonénal et (E,Z) et (E,E)-2,4-décadiénal, (E)-4,5-époxy-(E)-2-décénal, 3-hydroxy-4,5-diméthyl-2(5H)-furanone, et la vanilline (d'après Czerny et Schieberle, 2002, et Hansen et Schieberle, 2005) :
| Composé                                         | Odeur                                                         | Structure |
| ----------------------------------------------- | ------------------------------------------------------------- | --------- |
| 3-méthylbutanol                                 | arôme de banane                                               |           |
| 2-phényléthanol                                 | odeur de rose                                                 |           |
| (E)-2-nonénal                                   | odeur d'iris, de concombre                                    |           |
| (E,E)-2,4-décadiénal                            | odeur de beurre, de poulet                                    |           |
| (E)-4,5-époxy-(E)-2-décénal                     | arôme métallique                                              |           |
| 3-hydroxy-4,5-diméthyl -2(5H)-furanone, sotolon | odeur de fenugrec quand concentré et de caramel à faible dose |           |
| vanilline                                       | odeur de vanille                                              |           |
| 3-méthylbutanal                                 | odeur fruitée, d'amande, de toasté                            |           |

La fermentation de cette farine avec des bactéries lactiques ne génère pas de nouveau odorants ; seulement les concentrations de certains composés varient (l'acide acétique et le 3-méthylbutanal augmentent, et certains aldéhydes diminuent).
L'arôme de grillé développé par la croute de la baguette provient du 2-acétyle-1-pyrroline.

Évolution de la concentration de la durant la fabrication du pain de seigle, d'après Hansen et Schieberle

Le suivi quantitatif de ces odorants lors de la panification a été bien étudié pour le pain au seigle. On peut voir sur des graphiques très parlants l'évolution des concentrations de l'acide acétique (peu présent dans la farine, en grande quantité dans le levain de seigle, puis en moindre quantité dans la mie du pain) ou de la butane-2,3-dione (ou diacétyle) à l'évolution semblable sinon qu'elle affiche un taux de formation élevé (assez inattendu) dans la pâte à pain en fermentation. L'évolution de l'hexanal est différente : à une concentration significative dans la farine de seigle, elle chute brutalement dans le levain et ne remonte que peu dans la pâte fermentée ou la mie de pain, indiquant le peu d'impact de la cuisson.
Le suivi d'un aldéhyde comme le 3-méthylbutanal, formé dans la voie d'Ehrlich ou durant la dégradation de la leucine provoquée par la cuisson (réaction de Strecker) est aussi instructif : présent à petite concentration dans la farine, la fermentation du levain multiplie par quatre sa concentration et la fermentation de la pâte à pain augmente encore sa concentration. Mais de manière inattendue, on n'observe aucune augmentation durant la cuisson.